# Eduard Zeis

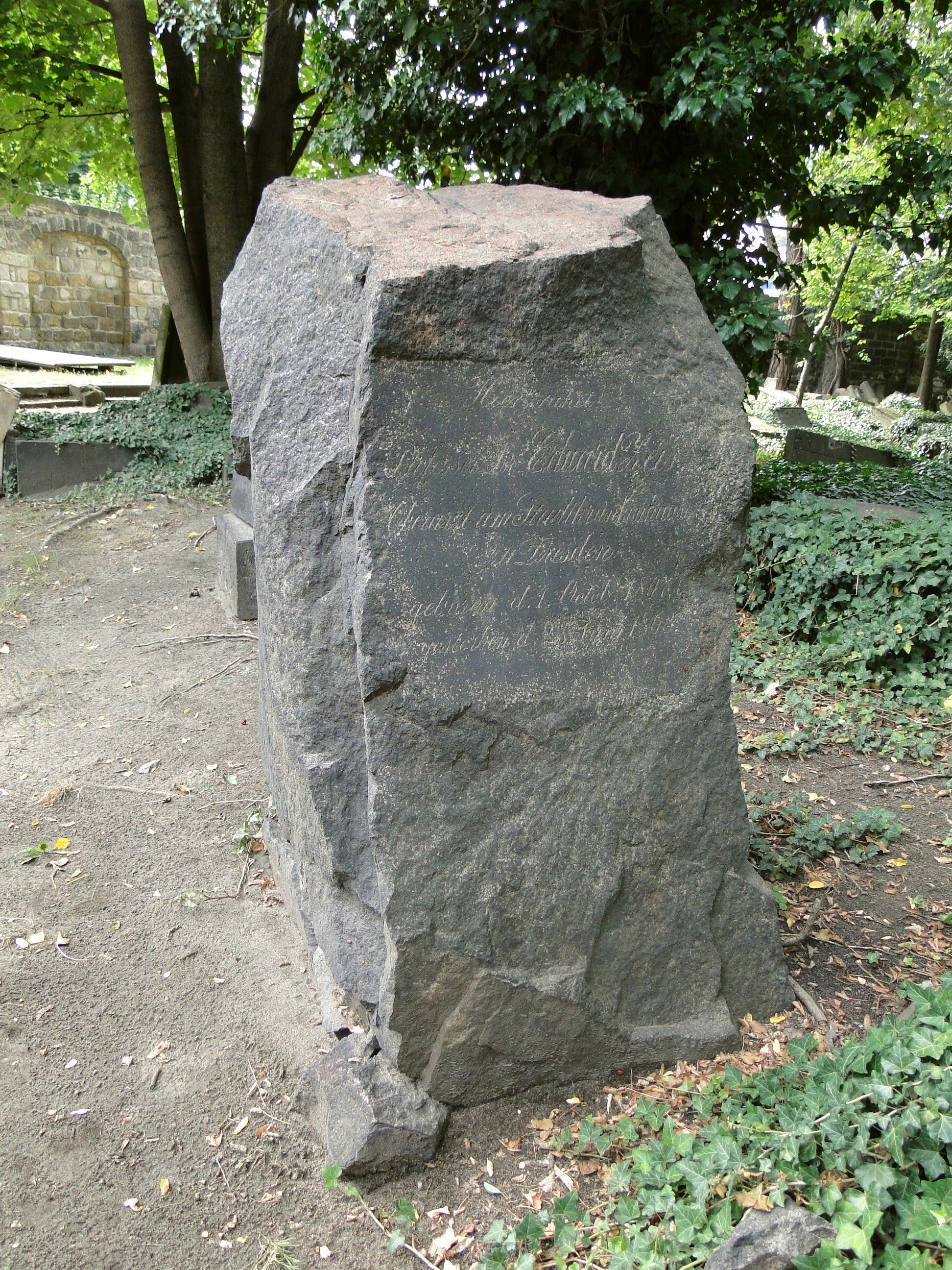
Graf van Eduard Zeis (Eliasfriedhof, Dresden)

Eduard Zeis (Dresden, 1 oktober 1807 - aldaar, 28 juni 1868) was een Duitse oogarts en chirurg. 
Zeis studeerde aan de universiteiten van Leipzig, Bonn, München en opnieuw in Leipzig, waar hij in 1832 tot doctor in de geneeskunde promoveerde.
In 1838 publiceerde Zeis een studie over dromen bij blinden. In datzelfde jaar publiceerde hij het boek Handbuch der plastischen Chirurgie, waarin hij voor het eerst de terminologie plastisch gebruikte met betrekking tot plastische chirurgie.
In 1844 werd hij hoogleraar in de chirurgie aan de Universiteit van Marburg en werd hij tevens directeur van de chirurgische kliniek in Marburg. Vanaf 1850 werd hij in Dresden een arts met leidende functie in het nieuwe Friedrichstädter Krankenhaus.
Naar hem zijn de talgkliertjes in de oogleden, de klieren van Zeis, vernoemd.

## Werken
- Handbuch der plastischen Chirurgie (met een voorwoord van Johann Friedrich Dieffenbach). Berlijn: G. Reimer, 1838
- Die Literatur und Geschichte der plastischen Chirurgie (1862)